# كوليكو
كوليكو إنك. (بالإنجليزية: Coleco Inc.)‏ ، هي شركة أمريكية لصناعة ألعاب الفيديو، أسس الشركة سنة 1932م، وكانت مقرها في ولاية نيوجرسي الأمريكية، أنتجت عدة ألعاب الفيديو، أعلن الحل سنة 1988م، وأعيد تأسيسه سنة 2005م.